# Hamburger University

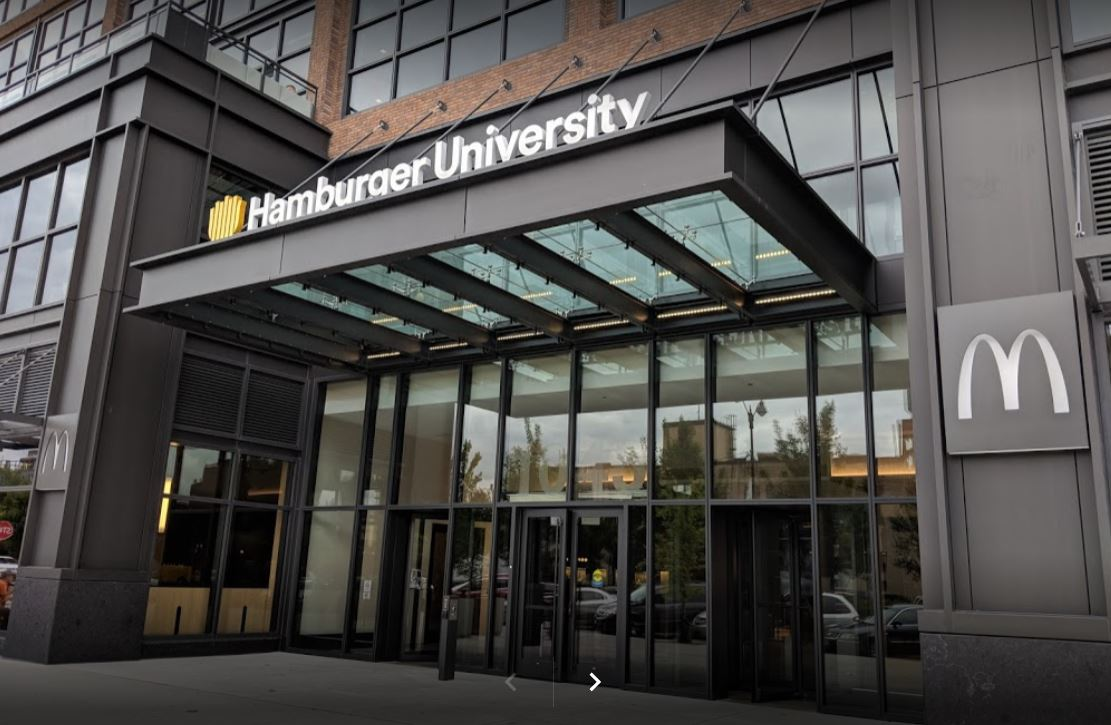

Universidade Hamburger é um centro de treinamento de 130 mil pés quadrados (12.000 m2) da Corporação McDonald's, localizada em Oak Brook, Illinois, um subúrbio de Chicago. Esta universidade corporativa foi criado para instruir o pessoal empregado pelo McDonald's em diversos aspectos da gerência do restaurante. Mais de 80.000 gerentes de restaurante, gestores e proprietários / operadores se formaram a partir desta facilidade. 
Hoje, a Hamburger University está situado em um campus de 80 acres (32 ha) com 19 instrutores em tempo integral. A instalação compreende 13 salas de aula, um auditório de 300 lugares, 12 salas de equipe interativos de educação, e 3 laboratórios de cozinha. Intérpretes da Hamburger University pode fornecer a interpretação simultânea, e os professores tem a capacidade de ensinar em 28 idiomas diferentes. Empregados do restaurante recebe cerca de 32 horas de treinamento em seu primeiro mês com McDonald's e mais de 5.000 estudantes frequentam Universidade Hamburger cada ano. Em 30 de março de 2010, McDonald's abriu uma Hamburger University em Xangai, na China.
A Universidade Hamburger foi satirizada em 1986 como  comédia Hamburger.